# 納特布什鎮區 (北卡羅萊納州沃倫縣)
納特布什鎮區（英語：Nutbush Township）是位於美國北卡羅萊納州沃倫縣的一個鎮區。

## 地方資料
納特布什鎮區的面積為83.39平方千米，皆為陸地。根據2020年美國人口普查的數據，當地共有人口1934人，而人口密度為每平方千米23.19人。